# Thuế
Thuế là một khoản nộp bắt buộc cho một tổ chức chính phủ để tài trợ cho các khoản chi tiêu công khác nhau. Việc không trả tiền, cùng với việc trốn tránh hoặc chống lại việc nộp thuế, sẽ bị pháp luật chế tài. Thuế bao gồm thuế trực tiếp hoặc gián tiếp và có thể được trả bằng tiền hoặc tương đương với giá trị lao động của nó. Lần đánh thuế đầu tiên được biết đến diễn ra ở Ai Cập cổ đại vào khoảng năm 3000-2900 TCN.
Hầu hết các quốc gia đều có một hệ thống thuế để trả cho các nhu cầu quốc gia, chung hoặc thỏa thuận và các chức năng của chính phủ. Một số đánh thuế tỷ lệ phần trăm cố định đối với thu nhập hàng năm của cá nhân, nhưng hầu hết các loại thuế dựa trên số tiền thu nhập hàng năm. Hầu hết các quốc gia đều đánh thuế thu nhập cá nhân cũng như thuế thu nhập doanh nghiệp. Các quốc gia hoặc tiểu đơn vị cũng thường áp thuế tài sản, thuế thừa kế, thuế bất động sản, thuế quà tặng, thuế bán hàng, thuế lương hoặc thuế quan. Theo nghĩa về kinh tế, thuế chuyển sự giàu có từ các hộ gia đình hoặc doanh nghiệp cho chính phủ. Điều này có tác dụng vừa có thể làm tăng và giảm tăng trưởng kinh tế và phúc lợi kinh tế. Do đó, thuế là một chủ đề gây tranh luận cao.

## Lý do đánh thuế
Khi nhà nước ra đời, để có tiền chi tiêu cho sự tồn tại và hoạt động của mình, nhà nước đã đặt ra chế độ thuế khóa do dân cư đóng góp để hình thành quỹ tiền tệ của mình.
- Tất cả mọi hoạt động của chính quyền cần phải có nguồn tài chính để chi (đầu tiên là nuôi bộ máy nhà nước); nguồn đầu tiên đó là các khoản thu từ thuế.
- Thuế là công cụ rất quan trọng để chính quyền can thiệp vào sự hoạt động của nền kinh tế bao gồm cả nội thương và ngoại thương.
- Chính quyền cung ứng các hàng hóa công cộng cho công dân, nên công dân phải có nghĩa vụ ủng hộ tài chính cho chính quyền (vì thế ở Việt Nam và nhiều nước mới có thuật ngữ "nghĩa vụ thuế"), dựa trên quy luật cung cầu.
- Giữa các nhóm công dân có sự chênh lệch về thu nhập và do đó là chênh lệch về mức sống, nên chính quyền sẽ đánh thuế để lấy một phần thu nhập của người giàu hơn và chia cho người nghèo hơn (thông qua cung cấp hàng hóa công cộng).
- Chính quyền có thể muốn hạn chế một số hoạt động của công dân (ví dụ hạn chế vi phạm luật giao thông hay hạn chế hút thuốc lá, hạn chế uống rượu) nên đánh thuế vào các hoạt động này.
- Chính quyền cần khoản chi tiêu cho các khoản phúc lợi xã hội và phát triển kinh tế.

## Đặc điểm
Các khoản thu thuế được tập trung vào Ngân sách nhà nước là những khoản thu nhập của nhà nước được hình thành trong quá trình nhà nước tham gia phân phối của cải xã hội dưới hình thức giá trị.
- Thuế là tiền đề cần thiết để duy trì quyền lực chính trị và thực hiện các chức năng, nhiệm vụ của nhà nước.
- Thuế dựa vào thực trạng của nền kinh tế (GDP, chỉ số giá tiêu dùng, chỉ số giá sản xuất, thu nhập, lãi suất,...).
- Thuế được thực hiện theo nguyên tắc hoàn trả không trực tiếp là chủ yếu.

## Thuế quốc gia và thuế địa phương
Do chính quyền gồm chính quyền trung ương và chính quyền địa phương, các cấp chính quyền đều có ngân sách riêng, và được phân quyền các nhiệm vụ chi (cung ứng hàng hóa công cộng) riêng, nên có thuế quốc gia (nộp vào ngân sách trung ương) và thuế địa phương (nộp vào ngân sách chính quyền địa phương).

## Các nguyên tắc chung về thuế
Các sắc thuế đều cần thỏa mãn ba nguyên tắc chung sau đây:
- Trung lập: sắc thuế không được bóp méo các hoạt động sản xuất, dẫn tới phúc lợi xã hội (tổng hiệu dụng) của nền kinh tế bị giảm đi.
- Đơn giản: việc thiết kế sắc thuế và tiến hành trưng thu thuế phải không phức tạp và không tốn kém.
- Công bằng: sắc thuế phải đánh cùng một tỷ lệ vào các công dân có điều kiện như nhau. Giữa các công dân có điều kiện khác nhau, thì thuế suất cũng cần khác nhau (vì thông thường người có điều kiện tốt hơn có xu hướng tiêu dùng hàng hóa công cộng nhiều hơn).

Riêng các sắc thuế địa phương còn cần thỏa mãn một số nguyên tắc:
- Cơ sở thuế phải bất biến: nghĩa là công dân, hoạt động và đồ vật phải tương đối cố định, không hay di chuyển giữa các địa phương. Nguyên tắc này nhằm đảm bảo địa phương này không đánh thuế lên công dân, hoạt động và đồ vật vốn là của địa phương khác.
- Nguồn thu ổn định: nghĩa là quy mô dân số địa phương và quy mô các hoạt động, đồ vật không nên biến động thường xuyên. Nguyên tắc này nhằm đảm bảo thu ngân sách của địa phương không bị biến động
- Nguồn thu phân bố đồng đều giữa các địa phương. Nguyên tắc này nhằm đảm bảo nguồn thu ngân sách giữa các địa phương không quá chênh lệch.
- Chính quyền địa phương phải có trách nhiệm tài chính. Nguyên tắc này nhằm đảm bảo chính quyền địa phương không lạm dụng quyền hạn thuế của mình để đánh thuế quá mức.

Trong thực tế, khó có sắc thuế nào đảm bảo đầy đủ các nguyên tắc đòi hỏi cho nó. Vì thế, theo nguyên tắc về "cái tốt thứ hai", sắc thuế nào càng thỏa mãn nhiều nguyên tắc, thì càng xứng đáng là một sắc thuế tốt. Việc ban hành phần lớn các sắc thuế thường cần phải được quốc hội phê chuẩn và phải có luật về sắc thuế đó.

## Thuế trực thu và thuế gián thu
Các sắc thuế khi phân loại theo hình thức thu sẽ gồm hai loại là thuế trực thu và thuế gián thu.
- Thuế trực thu là thuế mà người, hoạt động, đồ vật chịu thuế và nộp thuế là một. Ví Dụ như một người nhập hàng hóa từ nước ngoài về và tiêu dùng luôn, hay như thuế thu nhập doanh nghiệp hay thuế thu nhập cá nhân, tài sản.... Thuế đánh lên thu nhập hoặc tài sản với kỳ vọng rằng người bị thu thuế sẽ thực sự là người bị mất sức mua.
- Thuế gián thu là thuế mà người chịu thuế và người nộp thuế không cùng là một. Chẳng hạn, chính quyền đánh thuế vào công ty (công ty nộp thuế) và công ty lại chuyển thuế này vào chi phí tính vào giá hàng hóa và dịch vụ, do vậy đối tượng chịu thuế là người tiêu dùng cuối cùng. Ví dụ: thuế VAT,thuế xuất nhập khẩu, thuế tiêu thụ đặc biệt... được thu từ nhà sản xuất, người bán hàng với kỳ vọng chúng sẽ được chuyển sang cho người tiêu dùng. Thuế này chuyển sức mua khỏi người tiêu dùng cuối cùng bằng cách tạo khoảng chênh lệch giữa số tiền chi trả cho nhà sản xuất và giá bán.

## Vai trò của thuế
Nguồn thu của ngân sách nhà nước
Một nền tài chính quốc gia lành mạnh phải dựa chủ yếu vào nguồn thu từ nội bộ nền kinh tế quốc dân. Tất cả các nhu cầu chi tiêu của Nhà nước đều được đáp ứng qua các nguồn thu từ thuế, phí và các hình thức thu khác như: vay mượn, viện trợ nước ngoài, bán tài nguyên quốc gia, thu khác.... Song thực tế các hình thức thu ngoài thuế đó có rất nhiều hạn chế, bị ràng buộc bởi nhiều điều kiện. Do đó thuế được coi là khoản thu quan trọng nhất vì khoản thu này mang tính chất ổn định và khi nền kinh tế càng phát triển thì khoản thu này càng tăng. Ở Việt Nam, Thuế thực sự trở thành nguồn thu chủ yếu của Ngân sách Nhà nước từ năm 1990. Điều này được thể hiện qua tỷ trọng số thuế trong tổng thu ngân sách.
Công cụ góp phần điều chỉnh các mục tiêu kinh tế vĩ mô
Chính sách thuế được đặt ra không chỉ nhằm mang lại số thu đơn thuần cho ngân sách mà yêu cầu cao hơn là qua thu góp phần thực hiện chức năng việc kiểm kê, kiểm soát, quản lý hướng dẫn và khuyến khích phát triển sản xuất, mở rộng lưu thông đối với tất cả các thành phần kinh tế theo hướng phát triển của kế hoạch nhà nước, góp phần tích cực vào việc điều chỉnh các mặt mất cân đối lớn trong nền kinh tế quốc dân.

## Thuế nội địa và thuế quan
- Thuế nội địa: là thuế đánh vào công dân, hoạt động, tài sản trong nước. Có rất nhiều sắc thuế nội địa đánh vào cá nhân (thuế thu nhập, thuế tiêu thụ), đánh vào công ty (thuế pháp nhân, thuế môn bài,...), đánh vào các hoạt động (thuế giao dịch tài chính, thuế mua bán nhà đất, thuế thừa kế,...), thuế đánh vào đồ vật (thuế tài sản, lệ phí phòng cháy chữa cháy, lệ phí đăng ký ô tô xe máy, lệ phí công chứng,...). Lưu ý lệ phí thực chất là thuế; ở Việt Nam gọi chúng là "các loại phí mang tính chất thuế".
- Thuế quan: là thuế đánh vào hàng hóa di chuyển giữa các quốc gia/lãnh thổ (nên còn gọi là thuế xuất nhập khẩu).
- Thuế đối ứng

Một số hàng hóa nhập khẩu sẽ vừa phải chịu thuế nhập khẩu khi đi qua biên giới, vừa phải chịu thuế nội địa khi được bán lại ở thị trường nội địa.

## Thuế định ngạch và thuế định lệ
- Thuế định ngạch: là đánh một lượng cố định vào tất cả các đối tượng thu của sắc thuế. Ví dụ: thuế cầu đường, lệ phí sử dụng dịch vụ sân bay,...
- Thuế định lệ: là thuế đánh vào đối tương thu của sắc thuế theo tỷ lệ nhất định. Thuế định lệ lại có loại thuế lũy tiến (tỷ lệ tăng dần) và loại thuế tỷ lệ đồng đều.

## Thuế thông thường và thuế đặc biệt
- Thuế thông thường: là thuế nhằm các mục đích chính là thu ngân sách và điều tiết thu nhập, chứ không nhằm mục đích đặc biệt nào khác.
- Thuế đặc biệt: là thuế nhằm các mục đích đặc biệt, ví dụ thuế tiêu thụ đặc biệt đánh vào rượu bia, thuốc lá nhằm hạn chế cá nhân tiêu thụ các hàng hóa này, hay phí thủy lợi nhằm huy động tài chính cho phát triển, duy tu hệ thống thủy lợi địa phương.

## Thuế phụ thu
Bên cạnh thuế chính thức còn có thể có thuế phụ thu. Thuế này không nhằm điều tiết trực tiếp đối tượng thu mà chỉ lợi dụng đối tượng thu để huy động một nguồn tài chính phục vụ mục đích nào đó không nhất thiết liên quan đến đối tượng thu. Ví dụ: chính phủ Pháp đánh thuế phụ thu đối với người đi máy bay ở Pháp (thu thuế này khi họ mua vé máy bay) để có nguồn tài chính tài trợ cho các hoạt động phòng chống dịch bệnh, nhất là HIV/AIDS, ở các nước nghèo; gần đây, chính phủ Brasil đánh thuế phụ thu đối với người đi xe buýt để lấy phí tài trợ cho việc tổ chức World Cup 2014 tại Brazil, hoạt động này đã bị phản đối gay gắt của người dân.

## Đánh thuế theo khả năng và theo lợi ích
- Đánh thuế theo khả năng: là cách đánh thuế có phân biệt theo khả năng nộp thuế. Người có thu nhập nhiều hơn sẽ phải đóng thuế nhiều hơn người có thu nhập thấp. Thông thường, các sắc thuế quốc gia áp dụng nguyên tắc đánh thuế này.
- Đánh thuế theo lợi ích: là cách đánh thuế có phân biệt theo mức độ sử dụng hàng hóa công cộng nhiều hay ít. Người sử dụng hàng hóa công cộng nhiều hơn thì phải đóng thuế nhiều hơn. Thông thường, các sắc thuế địa phương áp dụng nguyên tắc đánh thuế theo lợi ích.

## "Thuế" mà không phải thuế
- Thuế lạm phát: do lạm phát làm thu nhập của cá nhân giảm tương đối giống như khi bị đánh thuế, nên có thuật ngữ "thuế lạm phát" hàm ý một trong những hậu quả của lạm phát.
- Thuế thời gian: khi thời gian là tiền bạc, thì việc mất thời gian do những thủ tục hành chính rắc rối gây ra cũng có tác động như khi người ta bị đánh thuế.

## Một số loại thuế và sắc thuế phổ biến
- Thuế tiêu thụ
- VAT
- Thuế thu nhập
- Thuế cổ tức
- Thuế môn bài
- Thuế tài sản
- Thuế chuyển nhượng
- Thuế thừa kế
- Thuế xuất nhập khẩu
- Thuế khoán
- Thuế lạm phát

## Một số loại thuế và sắc thuế xưa
- Thuế thân